# Maison Lovinfosse
L'ancienne maison Lovinfosse devenue le musée communal de Herstal est un bâtiment double classé de la ville et commune de Herstal en Belgique (province de liège). 

## Localisation
Le bâtiment se situe dans le centre historique de la ville de Herstal, un peu en retrait de la place principale de la localité, la place Licourt, au no 25, au carrefour avec la rue Deffet. Cette place possède quelques autres édifices classés parmi lesquels l'église Notre-Dame de la Licour et la tour Pépin.

## Historique
La maison de gauche est bâtie en 1664 comme l'indiquent des ancres placées aux linteaux des baies du premier étage. La maison de droite a été construite vraisemblablement une quarantaine ou une cinquantaine d'années plus tard, au début du XVIIIe siècle. Racheté par la ville de Herstal en 1932, l’ensemble est restauré en 1972 sous la direction de l’architecte Nicolas Leclerc et devient un musée. Les façades sont rafraîchies vers 2010 puis les briques sont repeintes en rouge sang de bœuf en 2022.

## Description
À gauche, la maison Lovinfosse est bâtie dans le style mosan en brique avec des encadrements de baies, des chaînages d'angle et des bandeaux en pierre calcaire. La façade compte deux niveaux et demi sous une toiture pentue en ardoises comprenant une petite lucarne et une cheminée. La façade avant est percée de baies jointives à montants extérieurs harpés, à traverse et à meneau pour un total de 30 fenêtres mais est dépourvue de porte d'entrée. 
Par contre, la façade de la maison de droite possède deux portes d'entrée dont une cintrée mais ne compte que deux niveaux.

## Musée
Le musée communal de Herstal retrace l'histoire de la ville depuis l'époque carolingienne jusqu'à nos jours en mettant en évidence les fleurons de la ville que furent ou sont l'industrie de l'armement et la construction de motos dont plusieurs modèles appelés les demoiselles de Herstal sont exposées.

## Classement
La maison du XVIIe siècle, actuellement musée, place Licour 25, est reprise sur la liste du patrimoine immobilier classé de Herstal depuis le 14 septembre 1934
.

### Source et lien externe
- Inventaire du Patrimoine immobilier culturel